# Đá Bông Bay

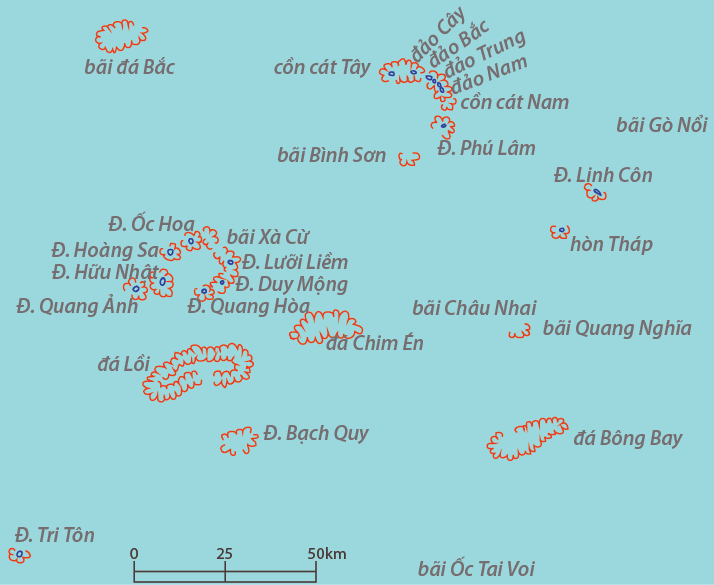
Vị trí đá Bông Bay trong quần đảo Hoàng Sa

Đá Bông Bay (tiếng Anh: Bombay Reef; tiếng Trung: 浪花礁; bính âm: Lànghuā jiāo, Hán-Việt: Lãng Hoa tiêu) là một rạn san hô vòng thuộc nhóm đảo An Vĩnh của quần đảo Hoàng Sa. Đá này nằm ở góc đông nam của quần đảo, cách đảo Phú Lâm thuộc khu trung tâm nhóm An Vĩnh gần 46,7 hải lý (86,5 km) về phía nam đông nam và cách đảo Quang Hòa thuộc khu trung tâm nhóm Lưỡi Liềm khoảng 48,6 hải lý (90 km) về phía đông nam.
Đá Bông Bay là đối tượng tranh chấp giữa Việt Nam, Đài Loan và Trung Quốc. Hiện nay, Trung Quốc đang kiểm soát đá này.

## Đặc điểm
Rạn san hô đá Bông Bay có dáng thon dài, đa phần chìm dưới nước. Chiều dài tính từ đông sang tây khoảng 10 hải lý (18,5 km)..

## Lịch sử
Năm 1929, phái đoàn Perrier-Rouville của Pháp từng đề xuất kế hoạch xây dựng một ngọn đèn biển tại đá Bông Bay. Sau Hải chiến Hoàng Sa năm 1974, Trung Quốc giành quyền kiểm soát đá Bông Bay.
Năm 1980, Trung Quốc xây dựng một hải đăng cao 22,5 m trên đá Bông Bay. Cuối năm 2018, Trung Quốc xây dựng thêm một cấu trúc dài 27 m và rộng 12 m có gắn các tấm pin năng lượng mặt trời.